# The Lost Tribe
The Lost Tribe is een Amerikaanse horrorfilm uit 2010, geregisseerd door Roel Reiné.

## Verhaal
Na een bootongeluk strandt een groep vrienden op een onbekend eiland, waar ze een eeuwenoude stam mensachtige wezens tegenkomen.

## Rolverdeling
| Acteur                 | Personage           |
| ---------------------- | ------------------- |
| Emily Foxler           | Anna                |
| Nick Mennell           | Tom                 |
| Marc Bacher            | Joe                 |
| Brianna Brown          | Alexis              |
| Hadley Fraser          | Chris               |
| Maxine Bahns           | Maya                |
| Ryan Alosio            | Marcus              |
| Lance Henriksen        | Gallo               |
| Terry Notary           | alfamannetje        |
| Peter David Parasiliti | alfamannetje (stem) |
| Mohit Ramchandani      | man in de kerk      |

## Productie
De opnames vonden plaats in Panama en Los Angeles van 8 mei 2006 tot juli 2006. Ook waren extra opnames gemaakt in oktober 2007.